# 天路历程 (电影)
《天路历程》（英語：The Pilgrim's Progress）为2019年上映的美国计算机动画基督教奇幻冒险电影，由罗伯特·费尔南德斯创作剧本并执导，大卫·索普、约翰·里斯-戴维斯及克莉丝汀·盖蒂等人参与配音。本片改编自约翰·班扬出版于1678年的《天路历程》。

## 演员表
| 配音                | 角色                              |
| ------------------- | --------------------------------- |
| 大卫·索普           | 基督徒天路客（Christian Pilgrim）                  |
| 约翰·里斯-戴维斯    | 宣道师（Evangelist）                        |
| 克莉丝汀·盖蒂       | 解释者（The Interpreter）                        |
| 克里斯坦·贝因特（Christan Beint） | 柔顺（Pilable）                          |
| 贾斯汀·布彻（Justin Butcher）     | 盼望（Hopeful）                          |
| 斯蒂芬·达尔特里（Stephen Daltry） | 守门人（The Gatekeeper）                        |
| 安迪·哈里森（Andy Harrison）     | 顽固（Obstinate）                          |
| 贾丝明·琼斯（Jasmine Jones）     | 敬虔（Piety）                          |
| 乔纳森·基博（Jonathan Keeble）     | 忠信（Faithful）                          |
| 雷切尔·马尔克斯（Rachel Marquez） | 审慎（Prudence）                          |
| 克里斯·帕夫洛（）   | 老世故（Worldly Wiseman）                        |
| 艾莉森·佩蒂特（Alison Pettit）   | 女基督徒（Cristiana）                      |
| 本·普赖斯（Ben Price）       | 浮华市集的首领（Vanity Fair Chief） / 憎善法官（Judge Hategood） |
| 莉萨·罗纳甘（Lisa Ronaghan）     | 审慎（Prudence）                          |
| 安德鲁·温科特（Andrew Wyncott）   | 亚玻伦                            |

## 反响
在评论聚合网站烂番茄上，本片获得60%的正面评价，其中观众打分正面比例达93%。
《卫报》撰稿人卡丝·克拉克以动画制作、角色动作的僵硬、业余剧场式的对话以及「几乎为零的幽默」等理由对此片打出五星中两星的评分。
《常识媒体》的乔伊斯·斯雷顿亦作出此评价。
《世界》杂志的梅根·巴沙姆称赞克莉丝汀·盖蒂所作开场白以及某些场景，写道这些场景「以巧思而令人愉快」。巴沙姆亦认为某些场景「明显受预算制限」，但「这些抱怨之处惊人地少」。

《综艺》杂志的科特妮·霍华德则称：
尽管这部改编电影可能争取不到任何新的归信者，它也确实是带着祝福的提醒，提醒着看似没有穷尽、折磨深重而黑暗无光的时代中信仰的回报。」
《广播时报》的大卫·阿尔德里奇认为此动画「初级但有效果」，并认为电影「约以儿童群体作为受众，但片中象征性的景象仍需成人作充分解释。」